# Escape (canción de Enrique Iglesias)
«Escapar» (en inglés: «Escape») es una canción grabada por el cantante y compositor español Enrique Iglesias incluida en su quinto álbum de estudio y segundo álbum realizado en inglés Escape (2001). La canción es la primera pista del álbum y fue lanzada como su segundo sencillo el 3 de diciembre de 2001.

## Melodía
«Escape» es una canción compuesta en tiempo común y en la llave de Si mayor. Está escrita en formato de verso, y su instrumentación viene de guitarra eléctrica y teclados.

## Video musical
El vídeo musical fue dirigido por Dave Meyers y filmado en el centro de artes de Long Beach, y en el área de compras CityWalk en Universal City, California. Contó con la participación de la tenista Anna Kournikova haciendo de su pareja. El video comienza con una secuencia de Iglesias interpretando la canción, liderado por una banda en vivo, en frente de un gran público dentro de un teatro. Durante el video, hay secuencias de la relación de Iglesias y Kournikova. La primera secuencia es de Iglesias manejando dentro de una ciudad en motocicleta mientras Kournikova espera su llegada. Una vez que él llega, intenta besarla, pero ella lo empuja.
En la siguiente escena, Iglesias sigue a Kournikova dentro de la habitación de damas. Ella lo observa en el espejo y se acerca para besarlo. Ellos se continúan besando mientras están en el baño que se hunde hasta que dos guardias de seguridad los expulsan y hacen que Iglesias se vaya. La escena sigue con otra escena donde otro guardia de seguridad va en un vehículo de parque y los sorprende besándose  mientras se recuestan sobre los asientos frontales de un auto. Pero, a diferencia de los otros guardias de seguridad, él los deja sin molestarse y se escapa conduciendo. El video termina con una escena del teatro estando sin público, pero Kournikova llega y lo espera en su asiento hasta que Iglesias viene hacia ella después de que se fuera el público.
El vídeo de "Escape" fue presentado el programa de ranking top-ten Total Request Live el 30 de enero de 2002, donde llegó al primer lugar. Fue el primer video de Iglesias en salir del primer lugar. Después de su debut en el programa de MuchMusic Countdown, llegó al puesto número uno de la semana del 19 de abril.

## Listado de canciones
Estos son los formatos y listados de canciones de varios de los lanzamientos de "Escape".
| - CD Maxi sencillo europeo 1. «Escape» (álbum versión) 2. «Escape» (Giorgio Moroder & Fernando Garibay club mix) 3. «Escape» (Stonebridge radio mix) 4. «Escape» (video) - CD Maxi sencillo alemán 1. «Escape» 2. «Escape» (Boogieman remix) 3. «Escape» (StoneBridge radio mix) 4. «Hero» (Thunderpuss remix) 5. «Hero» (video) | - Sencillo en CD Reino Unido 1. «Escape» 2. «Escape» (Boogieman remix) - Vinilo de 12" 1. «Escape» (Thunderpuss club mix) 2. «Escape» (Thunderpuss Tripstrumental) 3. «Escape» (Giorgio Moroder & Fernando Garibay club mix) 4. «Escape» (7th District club mix) 5. «Escape» (Stonebridge club mix) 6. «Escape» (Stonebridge Hooky dub) 7. «Escape» (Minge Binge Polysynthetic mix) 8. «Escape» (JJ's club mix) |

## Posiciones en las listas
| Lista                         | Mejor posición |
| ----------------------------- | -------------- |
| Australian ARIA Singles Chart | 7              |
| Austrian Singles Chart        | 5              |
| Dutch Top 40                  | 4              |
| New Zealand Singles chart     | 24             |
| Norwegian Singles Chart       | 4              |
| Swedish Singles Chart         | 14             |
| Swiss Singles Chart           | 11             |
| UK Singles Chart              | 3              |
| U.S. Billboard Hot 100        | 12             |

| Lista                              | Mejor posición |
| ---------------------------------- | -------------- |
| U.S. Billboard Adult Contemporary  | 25             |
| U.S. Billboard Adult Top 40        | 33             |
| U.S. Billboard Hot Dance Club Play | 1              |
| U.S. Billboard Hot Latin Tracks    | 2              |
| U.S. Billboard Top 40 Mainstream   | 7              |
| U.S. Billboard Top 40 Tracks       | 11             |